# 소천중학교 옥방분교
소천중학교 옥방분교는 대한민국 경상북도 봉화군 소천면 분천리에 있었던 공립 중학교이다.

## 학교 연혁
- 1971년 3월 1일 : 소천중학교 옥방분교 설립 인가
- 1971년 3월 20일 : 옥방분교장 개교, 3학급 70명 편성
- 1995년 2월 22일 : 제22회 졸업식 16명 졸업(누계: 1,084명)
- 1995년 3월 1일 : 폐교 및 소천중학교 통폐합[1]

## 참고 자료
- 소천중학교 옥방분교 - 한국교육학술정보원 학교알리미